# Hermann Dietz
Hermann Dietz (ur. 13 listopada 1861 w Poznaniu, zm. 1944 w Bydgoszczy) – niemiecki lekarz i działacz społeczny, wieloletni radny miejski Bydgoszczy, w dwudziestoleciu międzywojennym senator RP z ramienia mniejszości niemieckiej.
Syn bydgoskiego restauratora Theodora Dietza. Po ukończeniu studiów medycznych, w latach 90. XIX w. otworzył prywatną praktykę lekarską w Bydgoszczy, a jednocześnie podjął pracę w ambulatorum kolejowym. W ciągu dziesięciu lat dał się poznać jako jeden z najlepszych specjalistów w dziedzinie medycyny w mieście. W zdobyciu krozgłosu pomógł mu także głośny ślub z Sophie Welle, wdową po bogatym właścicielu młynów. Dzięki jej pieniądzom Dietz osiągnął niezależność finansową, dołączył do grona najbogatszych obywateli miasta. Mógł kupić sobie w 1904 r., jako pierwszy w Bydgoszczy, automobil. Zrezygnował wtedy z męczącej pracy dla kolejarzy i przeniósł prywatną praktykę do centrum miasta na ul. Gdańską 88-90, a w niedalekim Rynkowie urządził małe sanatorium.
W okresie przynależności Bydgoszczy do Rzeszy Niemieckiej Dietz prowadził ożywioną aktywność polityczną. Był radnym miejskim i wiceprzewodniczącym Rady Miasta. Po I wojnie światowej zaangażował się w działania na rzecz utrzymania Bydgoszczy w granicach Niemiec. Należał w tym czasie do najaktywniejszych działaczy niemieckich w mieście. Pomimo tego nie miał antypolskiego zacietrzewienia i nigdy nie atakował polskiej mniejszości w mieście.
Po podpisaniu traktatu wersalskiego, w którym podjęto decyzję o przyłączeniu Bydgoszczy do Polski, Dietz postanowił pozostać w mieście. 19 stycznia 1920 r. wraz z burmistrzem Wolffem brał udział w uroczystości przekazania władzy w mieście Janowi Maciaszkowi, wyznaczonemu przez nowe polskie władze na komisarycznego prezydenta miasta.
Mimo że przejęcie władzy obeszło się bez większych incydentów, atmosfera w mieście była napięta. W tej sytuacji nowi gospodarze miasta bali się rozruchów i zdecydowali się internować prewencyjnie kilku najaktywniejszych liderów niemieckich. 60-letni doktor Hermann Dietz trafił na trzy miesiące do poznańskiej cytadeli.
Na dobrą opinię wśród Polaków doktor Dietz zaczął pracować po powrocie z aresztowania. Nadal prowadził swoją prywatną praktykę przy ówczesnej ul. Gdańskiej 123. Opiekował się także dwoma schroniskami dla ubogich przy ul. Dworcowej i trzecim na Szwederowie. Zaczęła się leczyć u niego polska klientela. Pomagał biednym, leczył ich za darmo, a często sam kupował lekarstwa. Zyskał sławę wśród nowych obywateli miasta, którzy zajęli miejsce tych, którzy wyjechali na Zachód.
Jednocześnie Dietz w dalszym ciągu udzielał się politycznie w organizacjach mniejszości niemieckiej, bronił jej praw, uchodząc za jednego z liderów Niemców w mieście. W ciągu dwudziestolecia międzywojennego zyskał też wielkie poważanie wśród Polaków, wyróżniając się przychylnym stosunkiem do nich nawet pod koniec pokoju, kiedy konflikty i zatargi między obu narodowościami były na porządku dziennym. Postawa Dietza, który ciągle leczył biednych Polaków, zaczęła uchodzić wręcz za wyjątkową. Rozgłos zyskała wtedy drobna sprawa w sądzie przeciwko Niemcowi Maksymilianowi Neumannowi z ul. Kościuszki. Wiosną 1939 r. naubliżał on Dietzowi, który przyszedł do jego kamienicy odwiedzić chorego Polaka. Sąsiedzi donieśli na Neumanna, który miał powiedzieć: „Niech te wszystkie psy wyzdychają”. Za to zdanie Niemiec został skazany na pół roku więzienia. 
3 września 1939, w czasie strzelaniny w mieście, Dietz ukrył się w piwnicy własnej kamienicy. Odnaleziony przez poszukujących dywersantów polskich żołnierzy, został ochroniony przed aresztowaniem w wyniku postawy polskiego woźnicy, który stanął w jego obronie. Żołnierze zostawili prawie 80-letniego staruszka w spokoju.
Gdy kilka dni później sytuacja się odmieniła i Niemcy zaczęli rozstrzeliwać Polaków Dietz interweniował w ich obronie. W tamtym czasie krążyła po Bydgoszczy opowieść o interwencji Dietza u Goeringa w sprawie zamordowania przez SS dla rabunku jego sąsiadów, rodziny przemysłowca Stanisława Rolbieskiego. Według pogłosek Hermann Göring wyrzucił doktora za drzwi, ale ze względu na wiek, rozkazał zostawić go w spokoju.
Pewnikiem pozostaje natomiast, że wiekowy już wówczas Dietz nadal pomagał Polakom w dotychczasowy sposób, czyli lecząc ubogich za darmo i fundując im leki, co było w tym czasie ewenementem. Znany był z krytycznego stosunku do nazizmu, ale mimo to odebrał w 1941 r. uroczyste życzenia z okazji 80. urodzin, od nazistowskich władz miasta. Zmarł trzy lata później. Do końca zajmował się chorymi. Został pochowany na cmentarzu przy ul. Jagiellońskiej. Po wojnie na miejscu jego grobu i całego cmentarza założono Park Ludowy. Szczątki doktora przeniesiono na cmentarz przy ul. Zaświat.